# Mare de Déu del Roser de les Bordes
La Mare de Déu del Roser de les Bordes, en aranès era Mair de Diu deth Roser, és l'església parroquial d'Es Bòrdes inclosa en l'Inventari del Patrimoni Arquitectònic de Catalunya.

## Descripció
Església d'una sola nau en volta de canó; el presbiteri és format per tres arcs de mig punt (amb dues voltes d'aresta) sostinguts per pilars de base circular. La porta d'entrada està realitzada en pedra a l'estil neoclàssic (brancals i llinda en angle recte) amb una llosa al capdamunt on hi ha la inscripció de l'any de fundació (1806). Disposa d'una torre de campanes adossada a l'extrem SO que consta de quatre pisos i presenta planta quadrangular. Està arrabossada en morter de calç i els elements decoratius es redueixen a les cornises que divideixen cada un dels pisos del campanar; el pis superior consta de dues obertures per les campanes. A l'extrem SE hi ha afegida una sagristia.
A la porta de migdia de l'església hi ha encastada una llosa en marbre d'1,24 x 0,36 cm i representa la figura jacent, molt esquemàtica, d'un cavaller amb cota i espasa en posició orant. Als seus peus hi ha la figura d'un lleó coronat. Al voltant de la làpida hi ha una llegenda explicativa en caràcters gòtics i en llatí amb el suposat nom del guerrer : "Hc jhacet Stephs. De Merriaco, filius Stephi. De Merriaco. Cuiaia. (cuiius anima) requiescat in pace". Procedeix de Castell-lleó.

## Història
Segons José Sarrate Forga, l'actual temple està ubicat en un emplaçament on abans hi havia una església romànica de la que no queden restes visibles; fins a l'any 1810 l'església era sufragània de la parròquia de Benós.